# جون بريتشارد (لاعب كرة قدم)
جون بريتشارد (بالإنجليزية: John Pritchard)‏ هو لاعب كرة قدم بريطاني في مركز الهجوم، ولد في 29 سبتمبر 1995 في مانشستر في المملكة المتحدة. لعب مع أولدهام أثلتيك ونادي اتحاد مانشستر.

## وصلات خارجية
- جون بريتشارد (لاعب كرة قدم) على موقع قاعدة بيانات كرة القدم.إي يو (الإنجليزية)
- جون بريتشارد (لاعب كرة قدم) على موقع Soccerbase.com (لاعب) (الإنجليزية)
- جون بريتشارد (لاعب كرة قدم) على موقع Soccerway.com (الإنجليزية)